# Охотниця-Гурна
Охотниця-Гурна (пол. Ochotnica Górna) — село в Польщі, у гміні Охотниця-Дольна Новотарзького повіту Малопольського воєводства.
Населення — 2160 осіб (2011).
У 1975—1998 роках село належало до Новосондецького воєводства.

## Географія
У селі бере початок річка Охотниця.

## Демографія
Демографічна структура станом на 31 березня 2011 року:
|          | Загалом | Допрацездатний вік | Працездатний вік | Постпрацездатний вік |
| -------- | ------- | ------------------ | ---------------- | -------------------- |
| Чоловіки | 1089    | 270                | 717              | 102                  |
| Жінки    | 1071    | 301                | 590              | 180                  |
| Разом    | 2160    | 571                | 1307             | 282                  |